# Parafia Świętych Apostołów Piotra i Pawła w Medyce

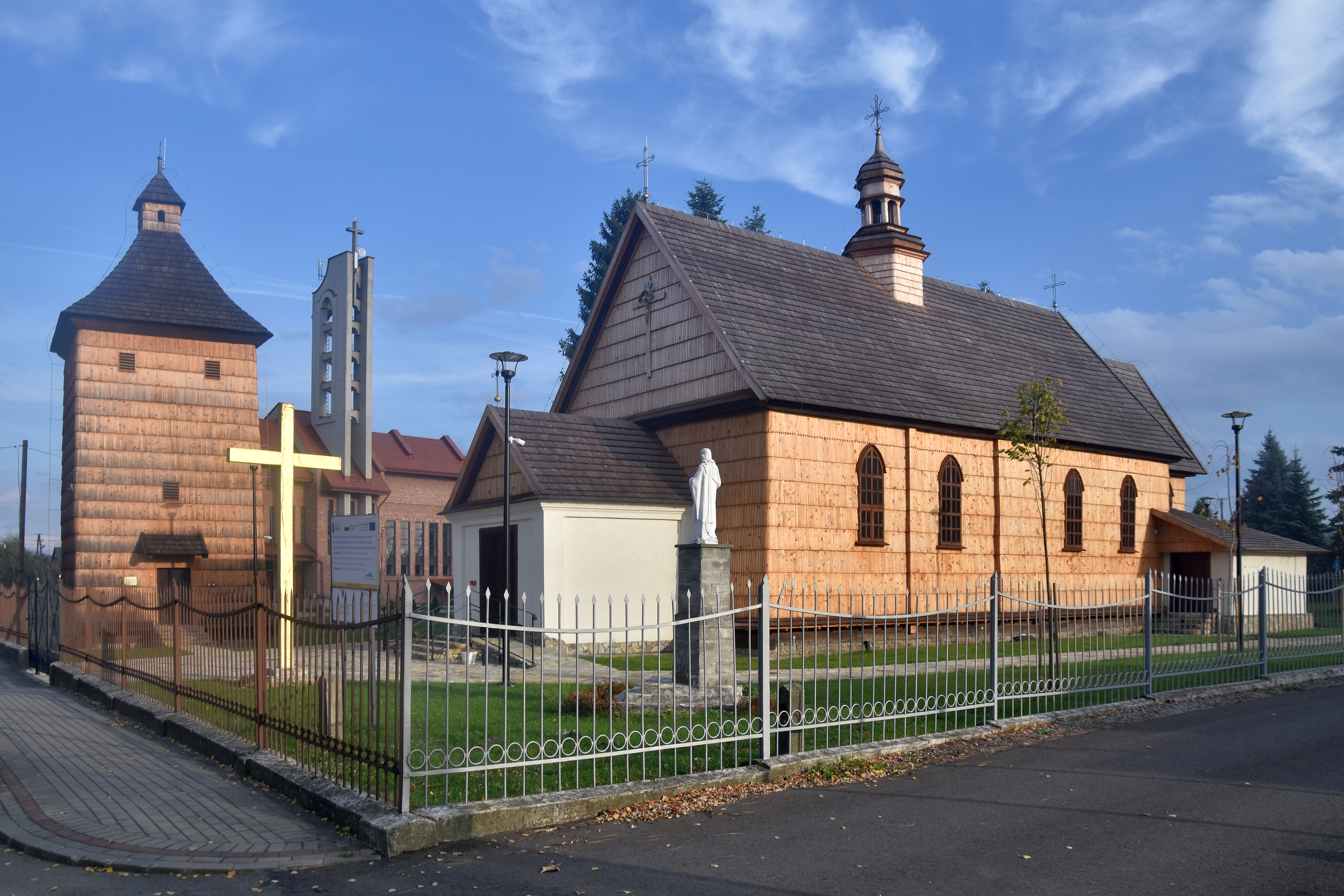
Stary kościół

Parafia Świętych Apostołów Piotra i Pawła w Medyce – parafia rzymskokatolicka znajdująca się w archidiecezji przemyskiej w dekanacie Przemyśl III. Erygowana w 1419. Jest prowadzona przez księży archidiecezjalnych. Mieści się pod numerem 232.

## Historia
Pierwsza wzmianka o kaplicy łacińskiej prawdopodobnie z fundacji Anny Rudnickiej w Medyce pochodzi z 1543 roku. Samodzielna parafia powstała prawdopodobnie przed 1558 rokiem. W 1607 roku zbudowano nową drewnianą kaplicę, której uposażenie decyzją króla Zygmunta III Wazy zostało przyłączone do kolegium mansjonarzy katedralnych w Przemyślu. Przed 1646 roku kościół został odbudowany i odrestaurowany i konsekrowany pw. św. Apostołów Piotra i Pawła. 
W 1743 roku przystąpiono do kolejnej restauracji kościoła, który 17 maja 1744 roku został konsekrowany przez bpa Wacława Hieronima Sierakowskiego. W 1787 roku po kasacie mansjonarzy zwierzchnictwo nad kościołem otrzymali wikariusze katedry przemyskiej, którzy byli komendarzami, a od  1842 roku expozytami. Z powodu większej ilości wiernych w 1849 roku przy wsparciu Gwalberta Pawlikowskiego rozbudowano kościół, który w 1850 roku został poświęcony. 
W 1810 roku było 674 wiernych i kościołem zarządzało kolegium wikariuszy katedralnych w składzie dekanatu mościskiego, a komendarzem był ks. Józef Bednarski. W 1855 roku na terenie parafii było 1044 wiernych (w tym: Medyka – 456, Buców – 20, Chałupki Medyckie – 32, Dziewięczyce - 5, Hureczko – 13, Hurko – 77, Jaksmanice – 68,  Popowice – 4, Poździacz – 6, Siedliska – 9, Szeginie – 303, Torki - 51).
22 lutego 1927 roku Medyka stała się samodzielną parafią.
W 1997 roku podjęto decyzję o budowie nowego kościoła. 27 października 2024 roku odbyła się konsekracja nowego kościoła, której dokonał abp Adam Szal.
Na terenie parafii jest 2500 wiernych (w tym: Medyka – 2350, Chałupki Medyckie – 150).
Proboszczowie parafii:
? –1558. ks. Łukasz de Regio Ponte (kapelan).
1558–1569. ks. Albert z Dynowa (kapelan).
1569. ks. Stanisław Skarzystowski (kapelan).
1589–1601. ks. Piotr Biecki (kapelan).
1601–1603. ks. Albert Rzeczowski (Rzeszewski) (kapelan).
1603–1605. ks. Fabian Jastrzębski (kapelan).
1605. ks. Grzegorz Prasłowicz (komendarz).
1613. ks. Marcin (komendarz).
1615. ks. Łukasz Lenartowicz (komendarz).
1616. ks. Krzysztof Pieniążek (kapelan).
1627. ks. Wojciech Kędzierski.
1658?–1672. ks. Andrzej Ziobrowicz (Ziebrowicz).
1678–1694. ks. Stanisław Świątkowski.
1898–1711. ks. Adam Olszewski.
1718. ks. Stanisław Kozłowski.
1725–1737. ks. Szymon Jarocki.
1737–1753. ks. Szymon Leszczyński (komendarz).
?. ks. Grzegorz Pardy (Gardy?).
1805, 1806 ks. Jan Kopaciewicz (komendarz, wikariusz generalny).
1810. ks. Józef Bednarski (komendarz).
1811. ks. Karol Rudziński (komendarz).
1814, 1815, 1817. ks. Piotr Sobczakiewicz (komendarz).
1818. ks. Jakub Szymaszkiewicz (komendariusz).
1820–1824.   ks. Józef Bednarski (komendariusz)
1825–1829.  ks. Mateusz Łyczkowski (komendarz).
1830, ks. Wawrzyniec Kozłowski (komendarz).
1830–1831. ks. Tomasz Wojnarski (komendarz).
1831–1833. ks. Maksymilian Krynicki (komendarz).
1834–1843. ks. Jan Jakubowski (komendarz, a od 1842 expozyt).
1843–1853. ks. Andrzej Stelmachniewicz (komendarz–expozyt).
1853.           ks. Jan Kislewicz (administrator).
1854.           ks. Feliks Pogonowski (administrator).
1854–1865. ks. Paweł Sobolewski (komendarz–expozyt).
1856–1858. ks. Wincenty Bukowski (komendarz–expozyt).
1858–1867. ks. Wojciech Michna (komendarz–ekspozyt).
1867–1907. ks. Michał Biega (komendarz–ekspozyt).
1907–1912. ks. Michał Siedleczka (komendarz–expozyt).
1912–1914. ks. Michał Szajner (komendarz–ekspozyt).
1914–1922. ks. Stanisław Kielar (komendarz–ekspozyt).
1922–1940. ks. Szymon Korpak (w latach 1922–1927 komendarz).
1940–1942. ks. Tadeusz Wielobób (administrator).
1948–1967. ks. Władysław Porębski (administrator).
1967–1981. ks. Aleksander Radoń.
1981–1989. ks. dr Stanisław Szałankiewicz.
1989–1993. ks. Ryszard Ośmak.
1993–2007. ks. Jerzy Rojek.
2007–2012. ks. Józef Suchy.
2012–2023. ks. Mariusz Ryba.
2023– nadal ks. Dariusz Pruchnicki.